# サムシング・ワイルド (アルバム)
『サムシング・ワイルド』（Something Wild）は、フィンランドのメロディックデスメタルバンド、チルドレン・オブ・ボドムが1997年に発表した初のスタジオ・アルバム。

## 解説
レコーディング当時のバンド名はInearthedで、当初はベルギーのShiverというレーベルからリリースされる予定だったが、その後スパインファーム・レコードがInearthedに興味を示し、バンドは同社との契約に当たってチルドレン・オブ・ボドムと改名する。音楽的にはネオクラシカルメタルの要素が強く、アレキシ・ライホは『Guitar World』誌2010年10月号におけるインタビューで「俺達はイングヴェイ・マルムスティーンなんかとは全然違ってたよ。ただ、確かにクラシック的な要素はあるよな、特にギター・ソロはね。当時はその手の音楽が多くて、特にヨーロッパじゃ、どのギター・プレイヤーもああいうことをやっていた。俺は、その中の一人にはなりたくないって決心したんだ」と語っている。
日本盤ボーナス・トラックのうち「チルドレン・オブ・ボドム」は1998年にリリースされたシングル曲で、次作『ヘイトブリーダー』（1999年）には別ヴァージョンが収録された。また、「マス・ヒプノシス」はセパルトゥラのカヴァーで、トリビュート・アルバム『Sepultural Feast - A Tribute to Sepultura』（1998年）に提供された。これら2曲は、2008年にスパインファームから発売された再発CDにも収録された。ただし、2002年のデラックス・エディション盤ではボーナス・トラックがスレイヤーのカヴァー「サイレント・スクリーム」とスコーピオンズのカヴァー「ドント・ストップ・アット・ザ・トップ」に変更されている。
フォンランドのアルバム・チャートでは1997年の最終週に初登場35位となり、12週トップ40入りして最高20位を記録した。

## 収録曲
特記なき楽曲はアレキシ・ライホ作。
1. デッドナイト・ウォーリアー - Deadnight Warrior - 3:22
イントロのサンプリングは映画ITから。
2. イン・ザ・シャドウズ - In the Shadows - 6:01
3. レッド・ライト・イン・マイ・アイズ、パート1 - Red Light in My Eyes, Pt. 1 - 4:28
4. レッド・ライト・イン・マイ・アイズ、パート2 - Red Light in My Eyes, Pt. 2 - 3:50
5. レイク・ボドム - Lake Bodom - 4:01
6. ザ・ネイル - The Nail - 6:17
イントロのサンプリングは映画ベン・ハーから。
7. タッチ・ライク・エンジェル・オブ・デス - Touch Like Angel of Death - 7:19
5:55あたりにヤンネ・ウィルマンのキーボードソロが収録されている。

### ボーナス・トラック
日本初回盤(TFCK-87155)、2008年ヨーロッパ再発盤、2012年日本盤SHM-CD(UICN-2001)に収録。
1. チルドレン・オブ・ボドム - Children of Bodom
2. マス・ヒプノシス - Mass Hypnosis
  - 作詞：マックス・カヴァレラ、アンドレアス・キッサー／作曲：セパルトゥラ

### 2002年デラックス・エディション盤ボーナス・トラック
1. Silent Scream
  - 作詞：トム・アラヤ／作曲：ジェフ・ハンネマン、ケリー・キング
2. Don't Stop at the Top
  - 作詞：クラウス・マイネ、ハーマン・ラレベル／作曲：ルドルフ・シェンカー

## 参加ミュージシャン
- アレキシ・ライホ - ボーカル、リードギター
- アレクザンダー・クオファラ - リードギター(on #3)、リズムギター
- ヤンネ・ウィルマン - キーボード
- ヘンカ・ブラックスミス - ベース
- ヤスカ・ラーチカイネン - ドラムス